# Météorite d'Ochansk
La météorite d'Ochansk, ou simplement Ochansk, est une météorite tombée en 1887 près de la ville d'Okhansk (kraï de Perm, Russie).

## Histoire
Le 30 août 1887 (11 septembre dans le calendrier grégorien), une boule de feu est apparue dans le ciel d'Okhansk, accompagnée de détonations, puis une pluie de pierres s'est abattue sur le village de Tabory (ru), 17 km au nord-ouest d'Okhansk. Environ 500 kg de la météorite ont été retrouvés, dont un fragment de 115 kg. La majeure partie de ce plus gros fragment est conservée à l'université de Kazan (Tatarstan, Russie).

## Caractéristiques
Ochansk est une chondrite. Les chondres, bien caractérisés et principalement porphyriques, comportent des phénocristaux d'olivine et de pyroxène accompagnés de sulfures, de verre et de fer-nickel métallique. Il y a aussi de petits chondres constitués de spinelle, zonés (plus riches en chrome près des bords). La matrice, de composition chimique similaire, est dominée par l'olivine, l'orthopyroxène, le plagioclase, la troïlite et le métal Fe-Ni. Le fer-nickel est constitué de kamacite, de taénite et de plessite. Il y a aussi des minéraux accessoires, dont le cuivre, l'ilménite et l'isocubanite (es).
La teneur globale en fer (27 % pds) ainsi que la composition de l'olivine (Fa20) et de l'orthopyroxène (Fs17) sont caractéristiques du groupe H, et son altération du type pétrologique 4. Ochansk est la chondrite H4 la plus massive connue et la 4e plus massive de toutes les chondrites H. Le mosaïcisme et l'extinction ondulatoire de l'olivine témoignent d'un choc modérément intense (niveau S3).